# Fantômas (film 1932)
Fantômas è un film del 1932 diretto da Pál Fejös.

## Trama
L'ispettore Juve viene mandato a indagare sulla morte misteriosa della marchesa di Langrune, strangolata nel suo castello di Beaulieu da Fantômas. Tra gli invitati della marchesa si trova anche lord Beltham venuto per portarle una consistente somma di denaro.

## Produzione
Il film fu prodotto dalla Les Établissements Braunberger-Richebé. Venne girato a Billancourt, negli studi Braunberger-Richebé.

## Distribuzione
Distribuito dalla Les Établissements Braunberger-Richebé, uscì nelle sale cinematografiche francesi nel 1932.